# DoubleClick
DoubleClick è una società che sviluppa e fornisce servizi internet. I suoi clienti includono agenzie, marketer (Universal McCann Interactive, AKQA etc.) e che ha un servizio clienti come Microsoft, General Motors, Coca-Cola, Motorola, L'Oreal, Palm, Inc., Visa USA, Nike, Carlsberg tra gli altri.
DoubleClick fu fondata nel 1996. È elencata come DCLK nel NASDAQ e fu acquistata nel luglio 2005 da Hellman & Friedman. A differenza di altre società .com, sopravvisse alla Bolla delle dot-com del 1995-2001.
La sede di DoubleClick è a New York.
L'11 marzo 2008 è stata acquisita da Google.

## Critiche
DoubleClick è spesso collegata con la controversia sui programmi spia (spyware) perché i suoi cookie sono impostati per monitorare come noi utenti ci spostiamo di sito in sito, registrando quali pubblicità commerciali vediamo e selezioniamo durante la navigazione.